# Суарес, Марсело (футболист, 2001)
Марсело Себастьян Суарес Хустиниано (исп. Marcelo Sebastián Suárez Justiniano; род. 20 декабря 2001, Санта-Крус-де-ла-Сьерра) — боливийский футболист, защитник клуба «Олвейс Реди» и сборной Боливии.

## Клубная карьера
Суарес — воспитанник клуба «Ориенте Петролеро». 21 января 2019 года в матче против «Рояль Пари» он дебютировал в боливийской Примере. В начале 2023 года Суарес перешёл в «Хорхе Вильстерманн». 6 февраля в матче против «Блуминга» он дебютировал за новую команду. 24 февраля в поединке Кубка Боливии против «Боливара» Марсело забил свой первый гол за «Хорхе Вильстерманн».
Летом 2023 года Суарес перешёл в «Олвейс Реди». 7 августа в матче против «Хорхе Вильстерманна» он дебютировал за новую команду.

## Международная карьера
28 марта 2023 года в товарищеском матче против сборной Саудовской Аравии Суарес дебютировал за сборную Боливии.